# Lac Emerald (Californie)
Pour les articles homonymes, voir Lac Emerald.
Le lac Emerald (en anglais : Emerald Lake) est un lac américain dans le comté de Shasta, en Californie. Il est situé à 2 470 mètres d'altitude au sein du parc national volcanique de Lassen.